# Phaedrus (schrijver)
Phaedrus (eerste helft van de 1e eeuw n.Chr.), was een vermaard Latijns fabeldichter en waarschijnlijk een (vrijgelaten) Thracische of Macedonische slaaf.

## Biografische gegevens
Phaedrus was naar eigen zeggen geboren in het Piërische gebergte in Macedonië, maar kwam als jonge slaaf terecht aan het hof van keizer Augustus, die hem de vrijheid schonk. Onder keizer Tiberius zette hij zich aan het schrijven van fabels, zonder enige vorm van oorspronkelijkheid, afgezien van de versvorm. Hij maakte bewerkingen in jambische verzen van de fabels van Aisopos en voerde daarmee de fabel als genre in de Latijnse literatuur in. Niettemin moeten de achterdochtige machthebbers in zijn nuchtere dierenverhaaltjes politieke toespelingen ontdekt hebben: weldra werd Phaedrus het zwijgen opgelegd door Sejanus, het beruchte hoofd van de pretoriaanse garde. Nadat deze ten val was gebracht, verging het Phaedrus weer beter.

## Literaire betekenis
Van zijn Fabulae Aesopiae zijn vijf boeken met in totaal 93 fabels bewaard gebleven; behalve herdichtingen bevatten zij ook eigen moraliserende dierenverhalen, doorspekt met eigentijdse anekdoten. Phaedrus is op verre na geen La Fontaine. Zijn eigenlijke dierenfabels missen verbeelding en gevoel, missen ook plastische en dramatische uitbeelding. Uit andere stukjes blijkt wel een persoonlijker en diepzinnig aspect: verbittering van de miskende, de misdeelde, machteloos verzet tegen de willekeur van de gewetenloze verdrukker. Daar is Phaedrus op zijn best, wanneer niet de dorre moralist aan het woord is maar de wrokkige satirist. Zijn fabels bevatten 
heel veel maatschappijkritiek daardoor werd hij uit Rome verbannen voor een tijdje.

## Invloed
In de Middeleeuwen ontstonden Latijnse parafrasen in proza van zijn fabels, die onder de titel Romulus grote verspreiding kregen.

## Nederlandse vertalingen
- Phaedrus. Fabels, vertaald en toegelicht door John Nagelkerken, 1998, ISBN 9025341705
- Fabels van Aesopus, op rijm vertaald door Johan van Nieuwenhuizen, 1979, ISBN 9789027468291
- Ezopische fabelen van Fedrus, in Nederduitsch Dicht vertaelt en met Aenmerkingen verrykt door David van Hoogstraten, Amsterdam, 1703